# Christian Bakkerud
Christian Bakkerud (Copenhague, 3 de Novembro de 1984 — Londres, 11 de Setembro de 2011) foi um automobilista dinamarquês, que disputou o mundial de GP2 de 2008 pela equipa Super Nova Racing ao lado de Álvaro Parente. Os dois já tinham coincidido na temporada em que Parente foi campeão da F3 Britânica em 2005. Morreu aos 26 anos em um grave acidente de carro no bairro de Wimbledon, em Londres.